# Marius Chambon
Pour les articles homonymes, voir Chambon.
Marius Chambon, né à Arpajon le 27 décembre 1876 et mort à Paris le 3 mars 1962, est un peintre, aquafortiste et graveur français.

## Biographie
Charles Marius Chambon naît le 27 décembre 1876 à Arpajon, du mariage de Louis Félix Chambon, coupeur cordonnier, et de Thérèse Philomène Chambon. Il épouse Frieda Von Beckerath, issue d'une famille noble, née en 1875 à Krefeld et morte en 1962, dans le 6e arrondissement de Paris. Ils ont deux filles, Yvonne et Madeline,. 
Élève de Gustave Moreau et de François Flameng, sociétaire de la Société des artistes français, on lui doit des paysages et des natures mortes. Il obtient une mention honorable en 1898 au Salon des artistes français ainsi qu'en 1920. Il expose aussi au Salon des Tuileries.
Il peint, en 1901, le portrait officiel du président de la République française Émile Loubet.
En 1904, sa fille, pour raison de santé, doit séjourner à Berck, Marius Chambon découvre alors le Pas-de-Calais et les couleurs de la côte d'Opale. Son attachement à cette région lui fait réaliser la décoration du pavillon représentant le département à l'Exposition universelle de 1937, ce qui lui vaut la Légion d'honneur.
Lors de la Première Guerre mondiale, il réalise de nombreux croquis du front et des soldats. Le musée du Touquet-Paris-Plage possède un lot de ces réalisations ainsi que de ses lettres du front. Après la guerre, il se retire au no 15 rue (aujourd'hui avenue) du phare à Berck. 
En 1933, il fonde, à Berck, la « Société berckoise d'encouragement aux Arts ».
Il a pour élève, en 1934, Lucienne Lazon, auteur la même année d'une gravure, La Cathédrale de Laon, graveuse et joaillière renommée, et créatrice, en 1955, de la Palme d'or du Festival de Cannes
Domicilié au no 57 boulevard du Montparnasse dans le 6e arrondissement de Paris, il meurt le 3 mars 1962 dans le 14e arrondissement de Paris. Il est inhumé, avec son épouse, au cimetière parisien de Bagneux.

## Œuvres dans les collections publiques
- Le Touquet-Paris-Plage, musée du Touquet-Paris-Plage - Édouard Champion : 
  - Lecture dans le jardin, huile sur carton préparé, 55 × 46 cm, 1908[12] ;
  -  À la campagne, 1909, huile sur carton préparé.

## Exposition
- Le Touquet-Paris-Plage, musée du Touquet-Paris-Plage, Marius Chambon, peintre des tranchées, peintre de la côte d'Opale, 1998[7].

## Distinctions
Marius Chambon est nommé chevalier de l'ordre national de la Légion d'honneur, par décret du 31 octobre 1938, décoré de la croix de guerre 1914-1918 et fait officier de l'ordre des Palmes académiques en 1908.